# Eukleidasz spártai király
Eukleidasz (görög betűkkel: Ευκλείδας, ? – Kr. e. 222) Spárta királya, II. Leónidasz spártai király fia, III. Kleoménész öccse.
Bátyja, V. Arkhidamosz halála után juttatta a trónra Eukleidaszt. Spárta történetében ő volt az első Agiada az Eurüpóntidák számára fenntartott uralkodói székben. 
Nem túl sikeres hadvezetése miatt Kr. e. 222-ben Szellasziánál az általa irányított spártai sereg vereséget szenvedett az akhájok, és III. Antigonosz makedón király, egyesített hadseregétől. Eukleidasz személyesen harcolt a csatában, és itt is esett el. 
Utódja Lükurgosz spártai király lett.
| Előző uralkodó: V. Arkhimadosz | Spárta eurüpóntida királya Kr. e. 227 – Kr. e. 222 | Következő uralkodó: Lükurgosz |